# عملة أمريكا الجنوبية الموحدة
عملة أمريكا الجنوبية الموحدة كانت عملة موحدة افتراضية لدول أمريكا الجنوبية. تم اقتراحها من قبل قادة عدة دول، وكان من المخطط أن تصدر من قبل بنك الجنوب إلى أعضاء اتحاد دول أمريكا الجنوبية. لم يتم تحديد اسم للعملة، ولكن تم اقتراح العديد منها مثل: كوندور، بيزو أمريكي، لاتيني، باشا، سوكري، كولومبو، وبيزو ريال، والعديد من التسميات المقترحة الأخرى. يضع بنك الجنوب السياسة النقدية ويمول مشاريع التنمية، ويتمثل أحد أهداف الاتحاد النقدي في إنشاء عملة موحدة في أمريكا الجنوبية.

## افكار ومحاولات
عام 2019، اقترح الرئيس البرازيلي آنذاك "خايير بولسونارو" إطلاق "البيزو-الريال"، وهي عُملة قال إن بلاده ستتشاركها مع الأرجنتين، التي حكمها زعيم يميني . تلك الخطوة كانت لتكون بمنزلة "تأمين ضد تسلل الاشتراكية". وقد أصدر البنك المركزي البرازيلي بيانا يفيد بأن مشروع العملة الجديدة لن يتم، وفي اليوم التالي، أصرَّ بولسونارو على المُضي قُدُما فيه، لكنه لم يطرح الموضوع مجددا حتى نهاية رئاسته.
عام 2021، اقترح الرئيس المكسيكي "أندريه أوبرادور" بناء "شيء في أميركا اللاتينية على غرار الاتحاد الأوروبي، لكن أكثر انسجاما مع تاريخنا وواقعنا وهويتنا". ولم يوضح أوبرادور حينها ماهية هذا الشيء بالضبط، واكتفى بالقول إنه ينطوي على عملية معقدة، وإن أحلام بوليفار يجب أن تظل حية في ذكرى ميلاده الـ238، ويبدو أن أوبرادور تخلى عن تلك الخطة هو الآخر.

## روابط خارجية
- Why Latin America Keeps Talking About a Common Currency